# Nikolaos Gyzis
Nikolaos Gyzis (řecky Νικόλαος Γύζης, 1. března 1842 Tinos – 4. ledna 1901 Mnichov) byl řecký malíř. Absolvoval Athénskou školu krásných umění a v roce 1865 dostal stipendium ke studiu na Akademii výtvarných umění v Mnichově, kde byl jeho učitelem Hermann Anschütz. Školu dokončil v roce 1871, pak se pohyboval mezi Řeckem a Mnichovem, kde od roku 1882 učil na Akademii a roku 1888 byl jmenován řádným profesorem. Byl představitelem akademického realismu, jeho obrazy spojují precizní kresbu s temperamentním využitím barvy. Věnoval se především žánrové malbě, zpracovával však také náměty z řecké historie nebo náboženské alegorie. Jeho obraz znázorňující tajnou výuku řečtiny v dobách turecké okupace byl vyobrazen na rubu dvěstědrachmové bankovky. Je po něm také pojmenována athénská čtvrť Gyzi.

## Galerie

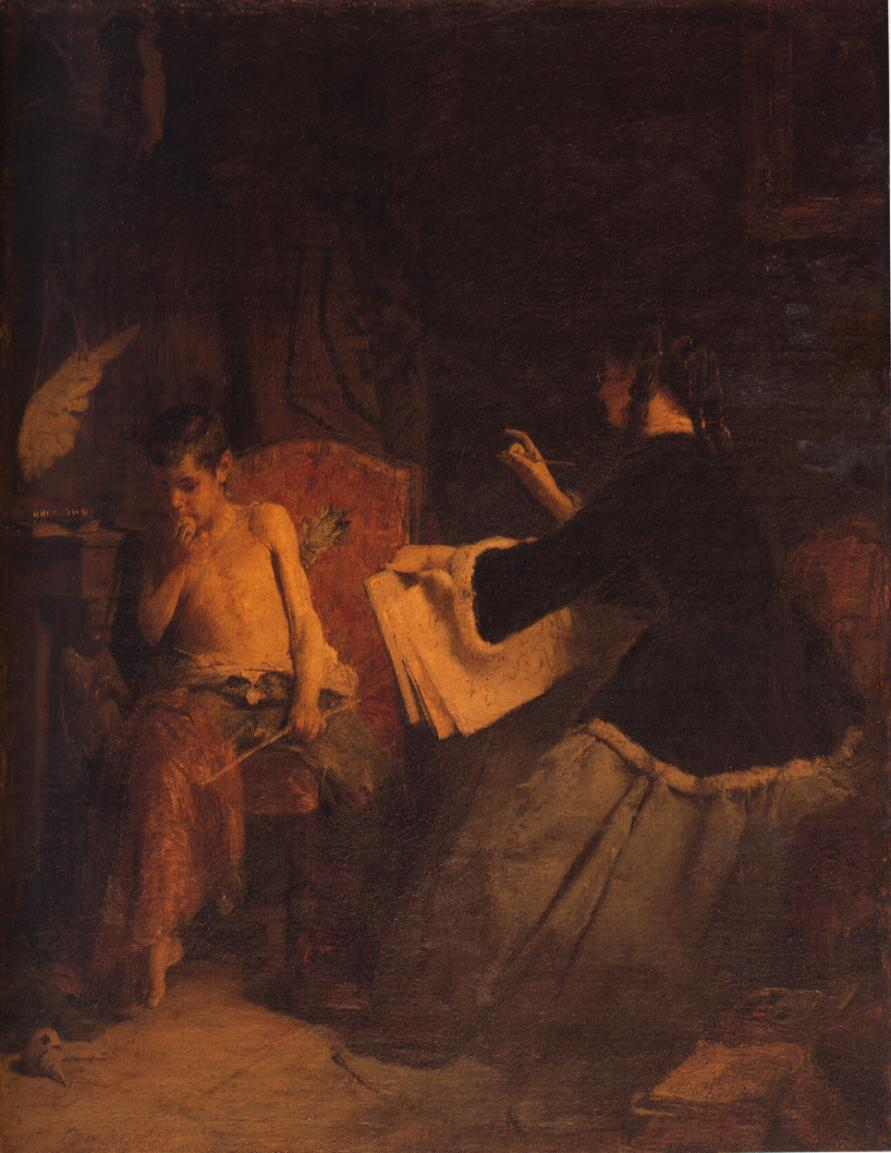
Erós a malířka, 1868
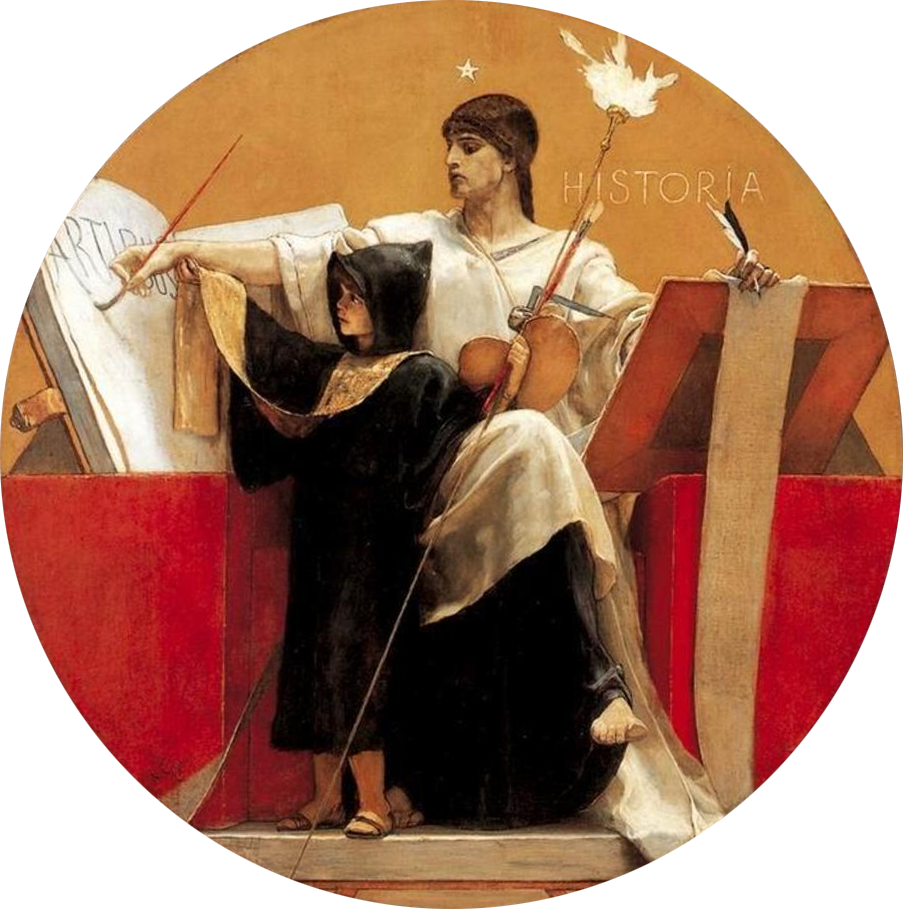
Historie, 1892
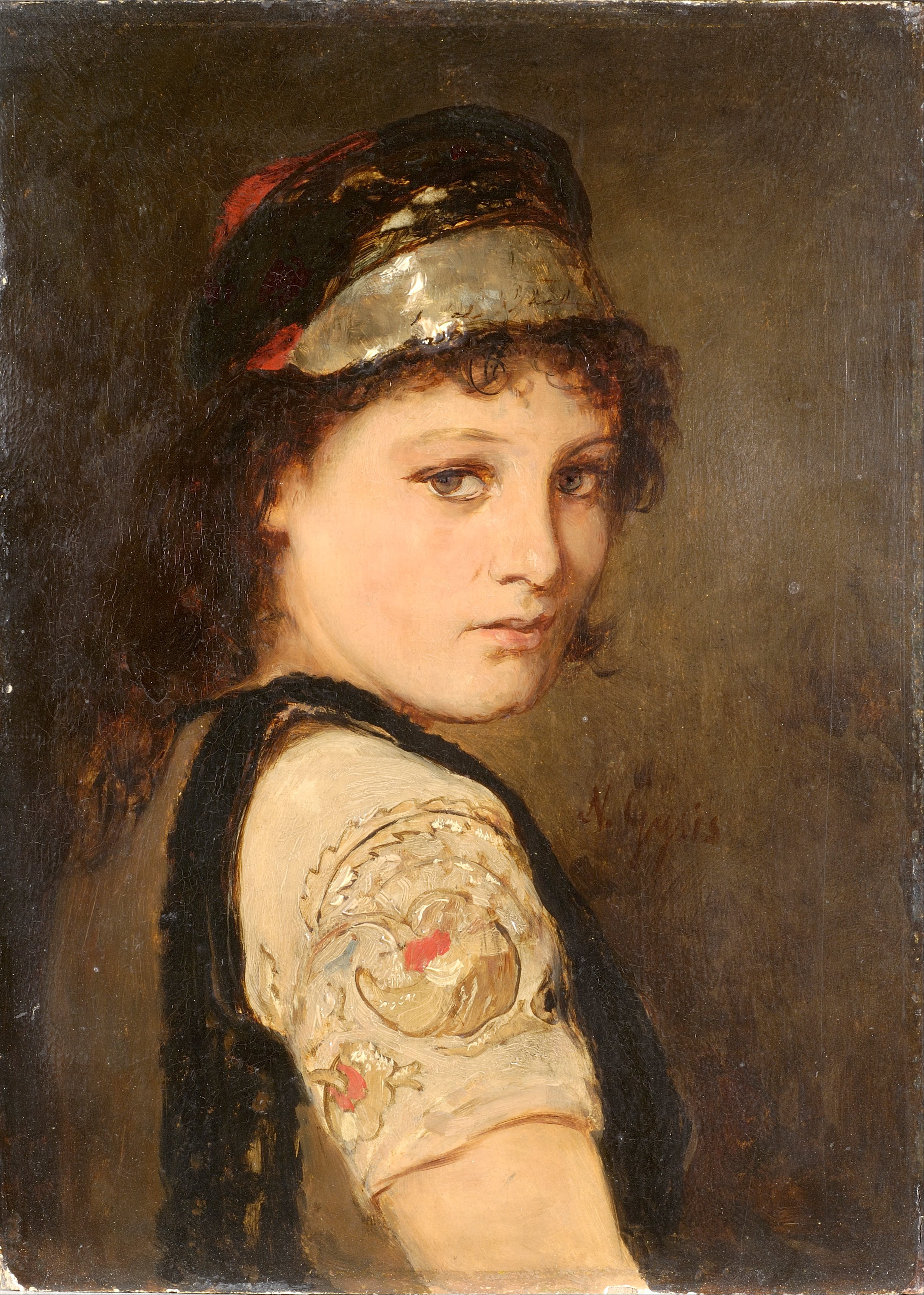
Dívka z Megary, 1875 - 1878